# V nepřátelském poli
V nepřátelském poli (v anglickém originále In Country) je americký dramatický film z roku 1989. Režisérem filmu je Norman Jewison. Hlavní role ve filmu ztvárnili Bruce Willis, Emily Lloyd, Joan Allen, Kevin Anderson a John Terry.

## Ocenění
Bruce Willis byl za svou roli v tomto filmu nominován na Zlatý glóbus.

## Obsazení
| Bruce Willis       | Emmett Smith    |
| Emily Lloyd        | Samantha Hughes |
| Joan Allen         | Irene           |
| Kevin Anderson     | Lonnie          |
| John Terry         | Tom             |
| Peggy Rea          | Mamaw           |
| Judith Ivey        | Anita           |
| Daniel Jenkins     | Dwayne          |
| Stephen Tobolowsky | Pete            |